# Damias fuliginosa
Damias fuliginosa là một loài bướm đêm thuộc phân họ Arctiinae, họ Erebidae.